# Inaros I.
Inaros I. (altägyptisch Iarau, Iret-Heru, Auge des Horus, auch Irpai, Iripat; altgriechisch Ίνάρως) ist der griechische Name des altägyptischen Fürsten von Kemwer, der Mitte des siebten Jahrhunderts v. Chr. um 667 v. Chr. regierte.

## Zeitgenössische Belege
Inaros I. war der Sohn des Bakennefi III. und Enkel des Petubastis II. (Padiaset). Sein zunächst nur bruchstückhaft erhaltener Name „[…]arau“ konnte inzwischen unter anderem von Kim Ryholt in Verbindung der Carlsberg-Handschriften sicher erschlossen werden. So ist beispielsweise auch der Treueschwur gegenüber dem Stadtgott Chentechtai belegt. Daneben ist der Tempel von Athribis aus den Erwähnungen seiner Feldzüge bekannt. In assyrischen Inschriften wird unter Assurbanipal neben Bakennefi III. ein „[…]-ḫi/arau“ genannt, dessen Name der spätägyptischen Aussprache „yincharau“ (das Auge des Horus) sehr nahekommt, damit auch dem gräzisierten Namen „Inaros“.

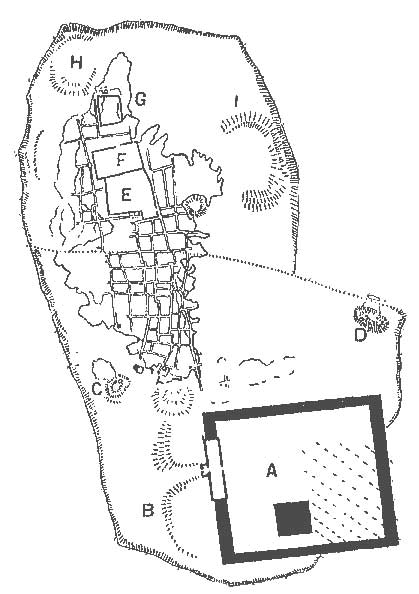
Plan von Naukratis (gemäß Petrie)

In assyrischen Personennamenlisten ist ebenfalls der Name eines Hofbeamten belegt, der als wahrscheinliche assyrische Gleichsetzung Nicharau dem spätägyptischen yincharau entspricht. In anderen assyrischen Quellen kommt außerdem die ägyptische Schreibweise in assyrischer Umsetzung vor, so dass aufgrund des engen Zeithorizontes in der Ägyptologie von mehreren zeitgenössischen Belegen des Inaros ausgegangen wird.
Inaros I. ist dem Umfeld der Revolten gegen die Assyrerherrschaft im Zusammenhang von Necho I., Tanotamun und Pekrur von Pisope zuzurechnen. Seine Taten gingen als Romanmotiv in die Erzählung Der Kampf um den Panzer des Inaros ein. Dort wird Inaros nach seinem Tod in Busiris bestattet. Möglicherweise können weitere archäologische Kampagnen Klarheit verschaffen, ob diese Angabe der Erzählung der Realität nahekommt.

## Inaros und Strabons Chronologie
Dem antiken Geschichtsschreiber Strabon zufolge wurde Inaros in der Regierungszeit des Psammetich von den Milesiern besiegt, die etwa zur gleichen Zeit für die Gründung der Stadt Naukratis verantwortlich gewesen sein sollen. Grabungen haben ergeben, dass erste Besiedlungsspuren in Naukratis aufgrund von Keramikfunden im zweiten Drittel des siebten Jahrhunderts v. Chr. festzustellen sind. Strabo erklärt weiter, dass jener Psammetich ein Zeitgenosse des Kyaxares war.
In der Gesamtbetrachtung stimmen Strabos chronologische Angaben hinsichtlich Inaros I. größtenteils mit den tatsächlichen Vorkommnissen überein, obwohl die Grundsteinlegung von Naukratis in der Regierungszeit des Psammetich I. erst einige Jahrzehnte später vorgenommen wurde und andere kleine chronologische Unsicherheiten bezüglich Strabos Ausführungen bleiben.